# Jacopo Riccati
Il conte Jacopo Francesco Riccati (Venezia, 28 maggio 1676 – Treviso, 15 aprile 1754) è stato un matematico italiano, padre di Giordano Riccati e di Vincenzo Riccati, anch'essi matematici.

## Biografia

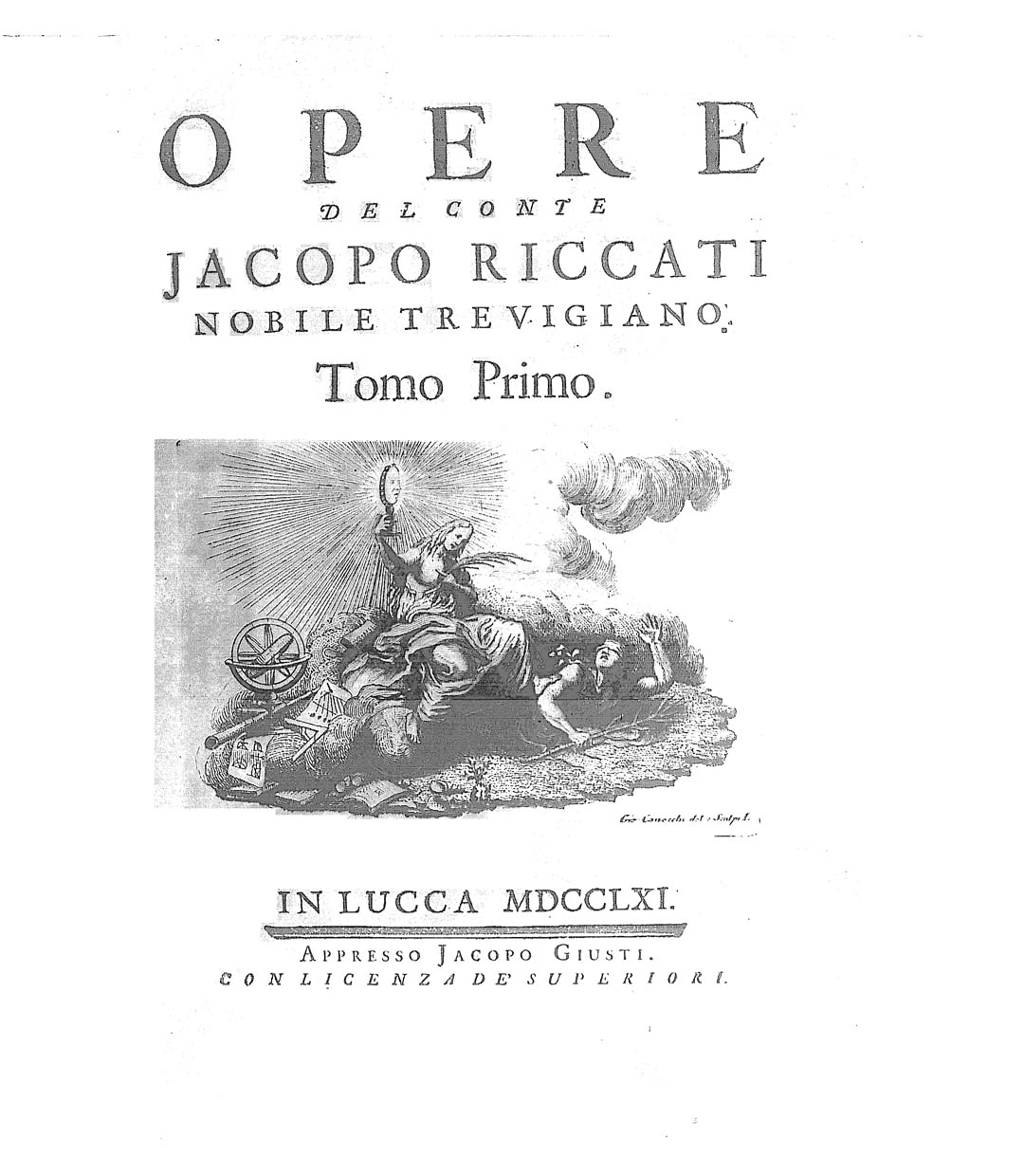
Opere, 1761

Era figlio del conte Montino Riccati e di Giustina Colonna, appartenente ad un ramo della famosa famiglia romana trapiantato in Veneto nel sec. XV.
Si dedicò agli studi scientifici, occupandosi in particolare di idrodinamica sulla base della meccanica newtoniana, che collaborò a introdurre in Italia. Gli venne offerta la presidenza dell'Accademia delle Scienze di San Pietroburgo, ma rifiutò per non rinunciare al suo stile di vita riservato. Gli è stato dedicato un asteroide, 14074 Riccati.
È ricordato oggi per le equazioni che portano il suo nome, un tipo di equazione differenziale dalla forma
{\displaystyle y'=q_{0}(x)+q_{1}(x)\,y+q_{2}(x)\,y^{2}}
che, al contrario delle equazioni differenziali lineari, non sono generalmente risolvibili in modo elementare.
Il suo lavoro si limitò comunque all'analisi di casi particolari dell'equazione, che è stata studiata approfonditamente dalla famiglia di matematici dei Bernoulli.

## Opere
- Opere, vol. 1, Lucca, Iacopo Giusti, 1761.
- Opere, vol. 2, Lucca, Iacopo Giusti, 1762.
- Opere, vol. 3, Lucca, Iacopo Giusti, 1764.
- Opere, vol. 4, Lucca, Giuseppe Rocchi, 1765.